# イカスミスパゲッティ

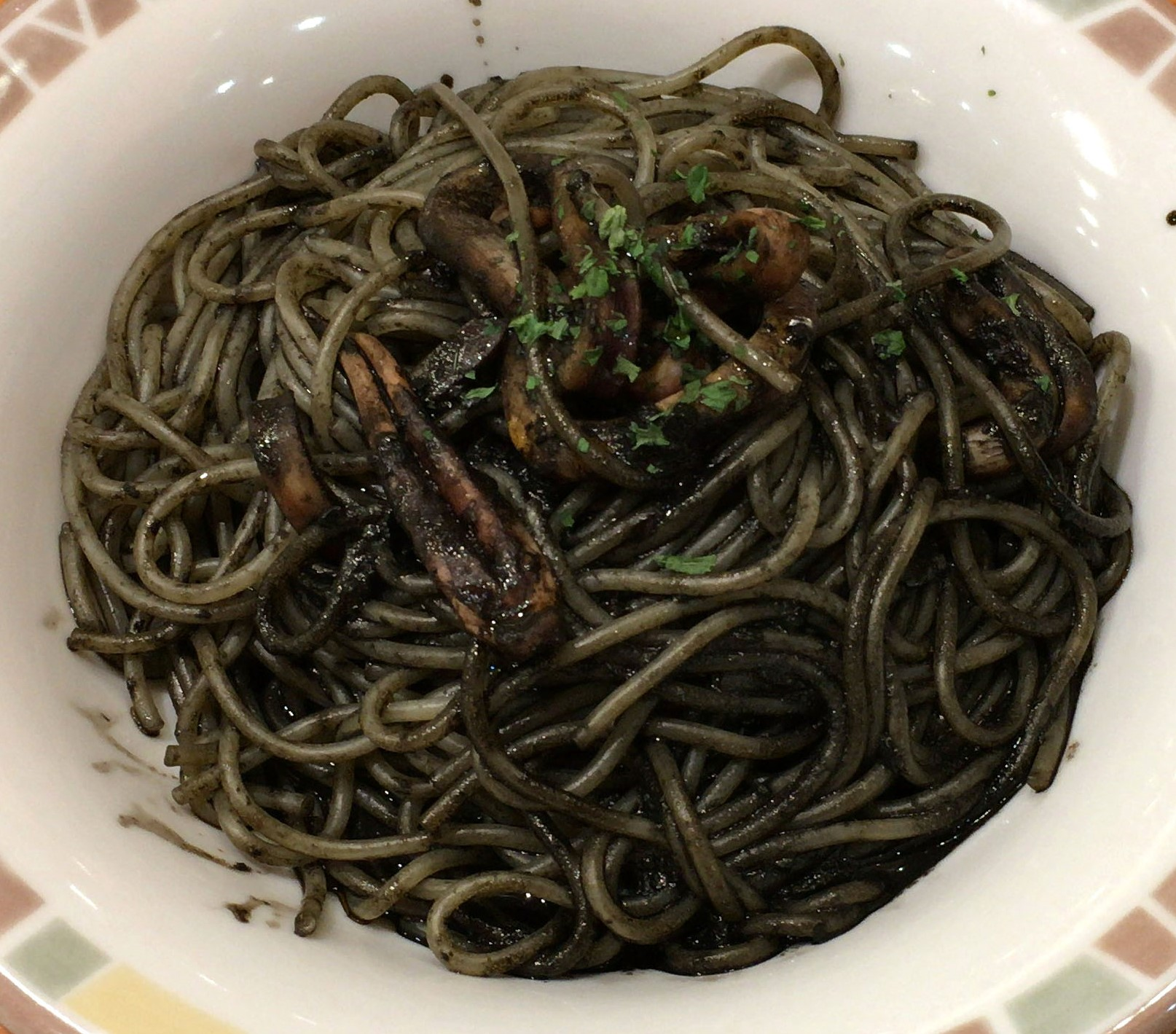
サイゼリヤの「イカの墨入りスパゲッティ」

イカスミスパゲッティ（イタリア語: Spaghetti al nero di seppia）は、イカ墨をソースにしたパスタ料理。一般にヴェネツィア発祥とされる。シチリア島発祥説もあるが、現状ではヴェネツィア説が有力である。
「スパゲッティ・アル・ネロ・ディ・セッピエ」の「ネロ」はその黒色を指す（ローマ帝国の皇帝ネロが好んで食べたという俗説からとも）。「セッピエ」は英語でいうセピアであり、昔はインクにも使われたイカスミを指す。ふんだんに使用されたトマトの酸味と、イカスミの豊かな旨味とコクが特徴とされる。イカスミの旨味成分はアミノ酸であり、これに同じくアミノ酸豊富なトマトと白ワインを合わせることで、イカスミの臭みは抑えられ、同時に複雑な旨味がプラスされる。
イカ墨を練り込んだ乾麺（スパゲッティ・コン・ネーロ・ディ・セッピエ）もある。魚介類のソースとよく合う。

## 日本への文化的影響
1980年代のバブル景気のなか、日本では「イタ飯」ブームが巻き起こり、本格的なイタリア料理が人々に普及したが、口元や歯が黒く染まるイカスミスパゲティに関しては、その普及は遅々として進まなかった。そんな中、高収入な男女の優雅な暮らしや恋愛を描き、一大ブームとなったトレンディードラマの一作、『恋のパラダイス』の劇中、人気俳優浅野ゆう子がイカスミスパゲッティを食べ、カメラに向けて墨に染まった歯を見せて笑うシーンが話題を呼んだ。時代の最先端をゆく女性が、「キワモノ」と認識されていた料理に「汚された」歯を見せることで、若い世代のこの料理への印象を大きく変えた、とする見解がある。
また、荒木飛呂彦の漫画『ジョジョの奇妙な冒険』第２部においては、主人公ジョセフがレストランで供された一品としてイカスミスパゲッティが描かれた。ジョセフは店長に、インク入りのスパゲッティを食わせる気か、と激昂するが、食してその美味に感激する。